# 3114 Ercilla
3114 Ercilla (1980 FB12) là một tiểu hành tinh vành đai chính được phát hiện ngày 19 tháng 3 năm 1980 bởi Carlos Torres ở the Santiago-Cerro El Roble observatory ở Chile.